# Command and Conquer 4 : Le Crépuscule du Tiberium
Vous pouvez aider à l'améliorer ou bien discuter des problèmes sur sa page de discussion.
- Il ne cite pas suffisamment ses sources. Vous pouvez indiquer les passages à sourcer avec {{référence nécessaire}} ou {{Référence souhaitée}}, et inclure les références utiles en les liant aux notes de bas de page. (Marqué depuis mars 2025)
- Il doit être débarrassé d’une partie de son jargon. Sa qualité peut être largement améliorée en utilisant un vocabulaire directement compréhensible par le plus grand nombre. (Marqué depuis mars 2025)

- Archive Wikiwix
- Bing
- Cairn
- DuckDuckGo
- E. Universalis
- Gallica
- Google
- G. Books
- G. News
- G. Scholar
- Persée
- Qwant
- (zh) Baidu
- (ru) Yandex
- (wd) trouver des œuvres sur Wikidata

Command and Conquer 4 : Le Crépuscule du Tiberium (« Command and Conquer 4: Tiberian Twilight » en version originale) est un jeu vidéo de stratégie temps réel développé par EA Los Angeles sur PC et édité par Electronic Arts en mars 2010. Il fait suite à Command and Conquer 3 sorti en 2007 et clôt la série Tiberium de la franchise Command and Conquer.

## Histoire
2062. Malgré tous les efforts de décontamination menés par le GDI, le Tiberium a fini par recouvrir la quasi-totalité de la planète. Les Zones Rouges, complètement hostiles à toute forme de vie (tout du moins basée sur le carbone) ont atteint le chiffre de 99,97 % de la surface du globe. L'humanité est au bord de l'extinction, les scénarios les plus optimistes ne lui donnent plus que 6 ans à vivre. C'est alors que Kane, supposé mort lors de la bataille du Temple Prime en 2049, refait son apparition avec une proposition : il sait comment enfin maîtriser le Tiberium grâce au savoir du Tacitus, mais a besoin des moyens techniques du GDI pour mettre en place ce Tiberium Control Network, par conséquent, en opposition totale avec toutes ses actions passées à la tête du NOD, il décide de passer une alliance avec ses ennemis de toujours. Le GDI va progressivement mettre en place le TCN, malgré d'incessantes attaques de fanatiques du Nod ayant choisi de ne pas suivre Kane, appelés Séparatistes et menés par un certain Gédéon. Le TCN s'avère être une formidable source de ressources et d'énergie. L'humanité connaît un âge d'or.
2077. Alors que le conflit avec les Séparatistes du Nod s'amplifie, des tensions secouent et divisent l'alliance GDI/Nod : pourquoi Kane a-t-il un comportement aussi étrange vis-à-vis des Séparatistes ? Pourquoi a-t-il contribué à sauver l'humanité avec le TCN ? Pourquoi semble-t-il ne jamais vieillir depuis son apparition en 1995 (1945 si l'on tient compte du fait qu'il apparait dans le premier jeu vidéo de la série Alerte Rouge) ? Le légendaire leader de la Confrérie du Nod ne tardera pas à nous apporter des réponses à toutes ces questions...

## Système de jeu
Le jeu se base sur la disparition des bases conventionnelles au genre. Le joueur contrôle désormais le Crawler, un véhicule qui accomplit toutes les fonctions d'une base classique (mis à part l'économie, supprimée, et les avancements technologiques). Les Crawlers se répartissent en trois classes, que ce soit pour le GDI ou le Nod :
- classe Attaque. Cette classe déploie principalement des véhicules et surtout des blindés, ce qui en fait une "classe standard". Elle dispose également des Commandos, et, au niveau technologique 3, d'immenses blindés lourds (comme le warmech Avatar ou encore le Mastodon). Le Crawler Attaque du Nod peut devenir furtif une fois déployé, puis tout le temps. Celui du GDI peut augmenter sa vitesse et son blindage grâce à des armures composites plus légères et plus efficaces. Tous deux sont d'immenses walkers.
- classe Défense. Les Crawlers Défense déploient l'infanterie (exosquelettes pour le GDI, principalement des cyborgs pour le Nod). Les Crawlers Défense sont connus pour être les moins mobiles, avec leurs roues et chenilles, cependant ils excellent pour tenir une position grâce à la possibilité de déployer des structures de défense, allant du simple bunker ou du lance-roquettes à l'immense artillerie Skystrike ou l'Obélisque de Lumière, voire des superarmes. Ils peuvent également déployer des véhicules de transport (Armadillo et Reckoner), des utilitaires (construction de postes avancés) et surtout l'artillerie (Rhino, Juggernaut, Driller et Pulverizer). Notez aussi qu'ils peuvent se protéger avec un grand bouclier, même sous forme mobile.
- classe Support. La classe Support est composée principalement d'aviation. De plus, son Crawler lui-même est un immense vaisseau de guerre. Elle peut utiliser des pouvoirs de soutien, parfois insignifiants comme le drone de reconnaissance, parfois très puissants comme la détonation de veine de Tiberium. Le Crawler Support GDI peut augmenter sa vitesse et aussi régénérer plus vite des pouvoirs de soutien, alors que celui du NOD ne peut devenir furtif qu'en vol (mobile) et ne peut pas se booster plus que ça mais ses pouvoirs sont plus basés sur l'attaque.

## Factions
Dans cet épisode les deux factions de base sont le GDI et le NOD. En effet, dans celui-ci la faction des Scrins est éliminée.

### Le GDI
Le Groupement de Défense International (Global Defense Initiative en VO) a été fondé en 1995 par les Nations unies, lors de l'émergence du Tiberium et du Nod, afin de lutter contre ces derniers. Il se limitait alors à une organisation militaire financée par l'ONU et les nations du G7. Il évoluera progressivement jusqu'à devenir un "gouvernement mondial à titre provisoire" aux environs de 2030, veillant sur le monde depuis son quartier général, la station spatiale GDSS (Global Defense Space Station) Philadelphia. Cependant, la propagation du Tiberium sur la planète cantonnera lentement son rôle de gouvernement aux Zones Bleues, épargnées par le cristal, le reste de la planète ayant sombré dans le chaos, ce qui lui vaudra de nombreuses critiques. Le GDSS Philadelphia sera détruit en 2047 par une frappe nucléaire du Nod, et le GDI devra repousser non seulement le Nod, mais aussi une race alien. En 2062, alors que le Tiberium recouvre presque entièrement la Terre et que l'humanité fait face à son extinction prochaine, ses quartiers généraux sont transférés à Manchester, où Kane vient proposer une alliance pour mettre un terme à la menace du cristal alien. Le GDI, au fur et à mesure de la décontamination planétaire menée par le Réseau de Contrôle du Tiberium, reprendra le contrôle de la planète, allié à Kane, malgré la présence de nombreux séparatistes. Il assure son contrôle grâce à une douzaine de gargantuesques Stratotransporteurs, larguant les Crawlers depuis l'espace.
Le GDI utilise en matière d'infanterie exclusivement son exoinfanterie, des soldats équipés d'exosquelettes. Ses véhicules sont parfois sur coussin d'air (Talon, MLRS Sandstorm, Shockwave, lanceur IEM Conductor), souvent des tanks équipés du châssis Predator (char Gattling Wolf, char de support Sheppard) à l'exception du Hunter, sur roues, et aussi des walkers, allant du petit et rapide Striker au monstrueux quadrupède Mastodon en passant par le classique et robuste Titan. Les avions moyens sont quasiment tous équipés de réacteurs VTOL, à l'exception de l'Hurricane. Les vaisseaux de combat occupent une place prépondérante, comme le très utile Archangel ou le puissant Kodiak.

### La Confrérie du Nod
Selon ses membres, la Confrérie du Nod existe "depuis qu'il y a un opprimé sur Terre". Ce fait concorde avec l'étrange similitude des noms de Kane, son leader, et Caïn, le premier meurtrier de l'histoire selon la Bible. Toujours est-il qu'elle émerge en tant qu'organisation terroriste en 1995, lors de l'apparition du Tiberium. Elle vise alors son contrôle. La Confrérie est la première à établir des procédés de collecte et de raffinage du Tiberium. Cependant, alors qu'elle étend son influence, son QG, le Temple Prime de Sarajevo, est détruit par le Canon à Ions orbital du GDI. Kane, son leader, est tué dans la frappe. Elle va alors se dissoudre en une multitude de factions, qui ne seront unifiées que 25 ans plus tard par le Général Hassan, bénéficiant du soutien du GDI. Il sera renversé par Anton Slavik, dirigeant de la Main Noire (une secte au sein du Nod). Celui-ci lancera une offensive d'envergure planétaire contre le GDI en utilisant des réseaux souterrains. Kane, défiguré, fera son retour. Il tentera de changer la planète en un monde de Tiberium avec le Missile d'Altération Mondiale, qui sera heureusement stoppé par le commandant McNeil du GDI qui empalera Kane à l'occasion. Celui-ci est probablement récupéré par CABAL, l'intelligence artificielle du Nod. La Confrérie restera unie lors de la guerre contre CABAL mais se dissoudra une nouvelle fois. Elle sera progressivement unie par Kane, vivant dans le secret. Durant des années, il préparera le plan de l'Ascension et l'appliquera en déclenchant la Troisième Guerre du Tiberium. Tout d'abord par la frappe nucléaire du GDSS Philadelphia, faisant prendre le contrôle du GDI à Raymond Boyle, politicien du GDI qui fera exactement ce qu'il veut : faire tirer le Canon à Ions sur le présumé QG du Nod, le Temple Prime. Cela fera exploser un dépôt de Tiberium, et cette explosion attirera les Scrins, à l'origine de l'arrivée du Tiberium. Ils construiront d'immenses tours censées être des portails vers leur monde d'origine. Le GDI les stoppera net, mais le Nod réussira à garder une d'entre elles debout, bien que supposée inerte. Supposé mort, Kane fera son retour en 2062 et, à la surprise général, propose une alliance avec le GDI. Officiellement, le Nod est désormais allié au GDI et ce, malgré l'existence des Séparatistes.
Les forces du Nod sont rapides, ont des capacités originales, et sont parfois furtives ou souterraines. L'infanterie est constituée principalement de cyborgs, à l'exception de l'Ingénieur, de la Main Noire et du Haut Confesseur. Les véhicules sont souvent rapides et peu blindés (buggy Raider, moto d'attaque), souterrains (char Scorpion ou Spider, Tyrant, Reckoner), voire furtifs (char furtif), bien qu'on trouve exactement l'opposé chez l'Avatar, immense warmech faisant l'objet d'un vrai culte. L'aviation est à la hauteur du GDI, comprenant des VTOLs (Venom, Cobra), un bombardier (le Vertigo) et quelques vaisseaux d'envergure comme le Léviathan ou le Basilisk.

## Accueil
| Command and Conquer 4 |      |       |
| Média                 | Pays | Notes |
| GameSpot              | US   | 70 %  |
| Jeuxvideo.com         | FR   | 13/20 |